# Ulica Armii Krajowej w Iłży
Ulica Bodzentyńska – jedna z ulic Iłży. Prowadzi od ul. Radomskiej do ulicy Powstania Styczniowego.

## Historia
Ulica powstała w czasie budowy pierwszych domów na Osiedlu Domków Jednorodzinnych. Otrzymała nazwę - Ogrodowa. Taki stan pozostał do lat 80. XX wieku, kiedy nazwę zmieniono na obecną czyli Armii Krajowej. W 1964 na ulicy w ramach miejskiej akcji położono bruk. Przez wiele lat stacjonowała tutaj placówka służby zdrowia.

## Nazwa
Nazwa pochodzi od mieszkających tu rodzin Cichoszów i Kiepasów. W okresie II Wojny Światowej członkowie tych rodzin byli mocno zaangażowani w działalność podziemną.
Podporucznik Zygmunt Kiepas „Krzyk” – żołnierz AK, uwolniony z więzienia w Kielcach, jeden z najwyższych dowódców w oddziale Szarego, przyjaciel Hedy.
W bitwie pod Iłżą 1939 r. zginął Stefan Cichosz. W bitwie w lasach pod Niekłaniem zginęli Józef Cichosz „Bąk” i Grzegorz Cichosz „Bryś”, a Franciszek Cichosz „Rekoszet” został ciężko ranny.
By uhonorować zasługi powyższych osób w walkę o wolną Polskę, ulicę gdzie mieszkają ich rodziny nazwano Armii Krajowej.

## Opis
Ulica ma około 200 metrów długości, po obu jej stronach jest chodnik. Przy ulicy jest usytuowanych około 20 domów.